# COCOON (漫画)
『COCOON』（コクーン）は、竹下堅次朗による日本の漫画。2003年11月、マッグガーデン刊の『コミックブレイドGUNZ』創刊号にてセンターカラーで連載を開始した。『GUNZ』は2004年6月に『コミックブレイドMASAMUNE』と統合されたため、その後は同誌にて連載されていた。しかし、アンケートや単行本売れ行きの不振により打ち切りが決まった際に、物語を完結させずに突然の中断という形で終了した。作者は、続きを同人で描きたいとしている。そして、2008年4月27日のCOMIC1にて同人として続刊の『COCOON4』を販売した。また公式にて通信販売している。

## 登場人物
- カイ＝アンバー
- マユ
- タイガ＝ビル
- ジーマ＝ダルシアン
- キティ＝ビル
- ディー
- マリエール＝グラン